# Schwindel. Gefühle.
Schwindel. Gefühle. ist ein Prosawerk von W. G. Sebald aus dem Jahr 1990. Es ist das erste der vier großen Prosawerke Sebalds, dem 1992 Die Ausgewanderten, 1995 Die Ringe des Saturn und schließlich 2001 Austerlitz folgten. Schwindel. Gefühle. besteht aus vier eigenständigen Erzählungen, die miteinander durch zahlreiche wiederkehrende Motive verbunden sind; die zweite und die vierte Erzählung stehen außerdem in einem zeitlichen Zusammenhang, da die vierte chronologisch an die zweite anschließt. Alle vier Erzählungen besitzen sowohl authentische (auto)biografische als auch fiktionale Anteile.

## Der Titel
Die auffällige Schreibweise des Titels – zwei Hauptworte, denen jeweils das Satzzeichen „Punkt“ folgt – erlaubt verschiedene Lesarten. Zunächst ergibt sich, in der Verbindung der Worte, das Kompositum „Schwindelgefühle“. Als einzelnes Wort hat „Schwindel“ jedoch neben dieser ersten auch die Bedeutung von Täuschung. In dieser zweiten Bedeutung führt es, vor das Wort „Gefühle“ gesetzt, zu der möglichen Lesart, dass es sich bei Gefühlen um eine Täuschung handeln kann – eine Täuschung, der eine Person selbst erliegt oder die sie mit anderen betreibt. – Im Titel der englischen Übersetzung des Buches, „Vertigo“, geht diese zweite mögliche Lesart verloren.

## Inhalt

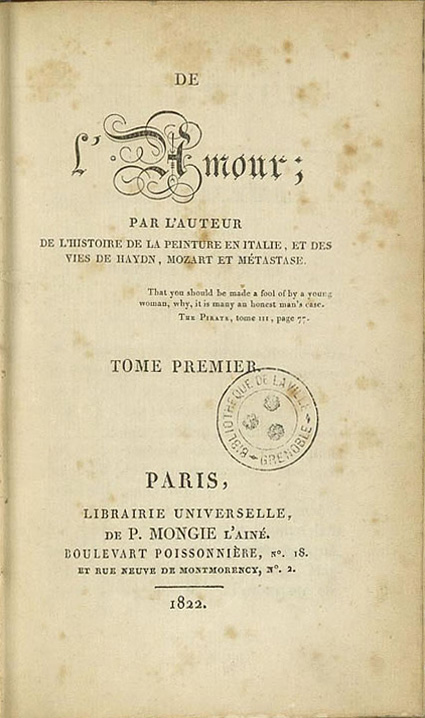
„In der Schrift Über die Liebe wird von einer Reise erzählt, die der Autor von Bologna aus in Begleitung einer Mme Gherardi, die er bisweilen auch nur la Ghita nennt, gemacht haben will.“

Beyle oder das merckwürdige Faktum der Liebe. Die erste Erzählung geht einigen Lebensstationen des französischen Schriftstellers Stendhal nach: Seine Beteiligung als gerade einmal 17-Jähriger an der Alpenüberquerung der Napoleonischen Armee im Jahr 1800, sein darauffolgender Aufenthalt in Mailand, wo er sich bei Bordellbesuchen mit der Syphilis infizierte, und sein nochmaliger dortiger Aufenthalt fast zwanzig Jahre später mit seiner nicht erwiderten Liebe zu Métilde Dembowski Viscontini, die er im März 1818 in einem Mailänder Salon kennengelernt hatte. Es folgt eine Skizzierung von Stendhals unter dem Titel De l’amour (Über die Liebe) erschienenen Aufzeichnungen, über deren weibliche Hauptfigur Madame Gherardi es heißt: „Es gibt Grund für die Annahme, daß [Stendhal] ihren Namen als Chiffre für verschiedene seiner Liebhaberinnen [...] nicht zuletzt für Métilde Dembowski einsetzte.“
All’estero. In der zweiten Erzählung wechselt die Perspektive. Ein Ich-Erzähler tritt auf, der später mit einigen Dokumenten beweist, dass er mit dem Autor W. G. Sebald – weitgehend – identisch ist. Von zwei Reisen wird er berichten, die ihn 1980 und 1987 nach Italien geführt haben. Er ist es also, der sich „im Ausland“ (italienisch: „all’estero“) befindet. Seine Erzählung beginnt zunächst, 1980, in Wien, wo ihm aber die „von den gewohnten Schreib- und Gartenarbeiten nun nicht mehr ausgefüllten Tage ungemein lang wurden“. Eine Weile später fasst er „den Entschluß, mit dem Abendzug nach Venedig zu fahren, vorher den Tag aber noch mit Ernst Herbeck in Klosterneuburg zu verbringen.“ Nach drei Nächten in Venedig beschließt er, sich „wieder auf den Weg [zu] machen“ – nach Verona. Diese Stadt wird zum Zentrum der zweiten Erzählung; später, als während der 1987er Italienreise seine früheren Erlebnisse „zu Papier“ bringt, hat er „das Gefühl, es handle sich um einen Kriminalroman.“ Zweimal, erst bereits in Venedig, fühlt er sich beobachtet, dann, als er ihnen in Verona wieder begegnet, sogar verfolgt von zwei jungen Männern – „Gestalten“, die es auf ihn abgesehen haben, so ist er sich sicher. Als er dann beim Abendessen in einer schäbigen Pizzeria davon liest, eine „Organizzazione Ludwig“, bestehend aus zwei jungen Männern, sei für mehrere Mordanschläge in Norditalien verantwortlich, und obendrein erfährt, dass der Inhaber der Pizzeria den Namen „Cadavero“ (Leiche) trägt, „stürz[t er] auf die Straße hinaus [...] und flüchte[t] mit dem Nachtzug nach Innsbruck.“
1987. Der Erzähler will „die Reise von Wien über Venedig nach Verona“ wiederholen, „um [s]eine schemenhaften Erinnerungen an die damalige gefahrvolle Zeit genauer überprüfen und vielleicht einiges davon aufschreiben zu können.“ Sein Weg führt ihn dann doch an ein paar andere Stationen, insbesondere nach Limone sul Garda, und als dort sein Pass verloren geht und er nach Mailand aufs Konsulat muss, gerät die Geschichte ins Skurrile. Wieder in Verona angekommen, lässt er sich von einem Zeitungsredakteur von den weiteren Morden und Anschlägen der „Organizzazione Ludwig“ und der schließlichen Verhaftung der beiden Männer berichten.
Eingeflochten in die Handlungselemente sind einige kürzere Reflexionen über Kunstwerke der italienischen Renaissance oder auch eine Schilderung der Haft Casanovas in den Bleikammern des Dogenpalastes in Venedig.

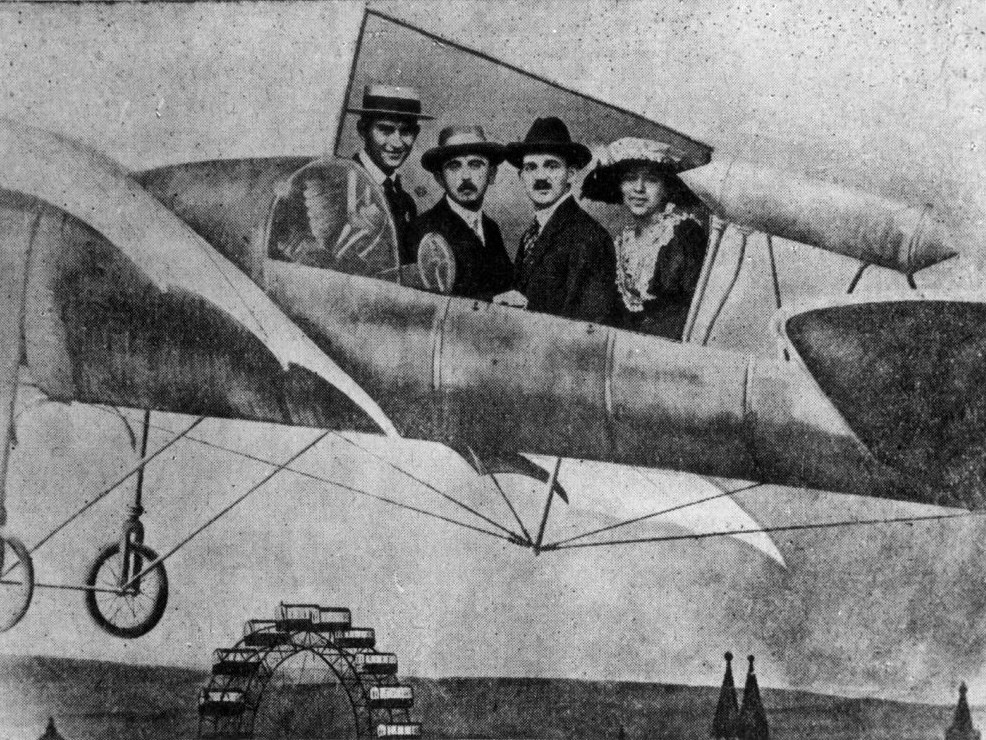
Wien, September 1913: Franz Kafka, Albert Ehrenstein, Otto Pick, Lise Kaznelson. – „Als sie sich alle miteinander zum Scherz photographieren lassen als Insassen eines Aeroplans, der sich über das Riesenrad und über die Spitzen der Votivkirche erhoben hat, ist Dr. K. zu seiner eigenen Verwunderung der einzige, der in dieser Höhe noch eine Art Lächeln zustande bringt.“

Dr. K.s Badereise nach Riva. Im Mittelpunkt der dritten Erzählung stehen die Erlebnisse Franz Kafkas innerhalb weniger Wochen im Herbst 1913. Eine dienstliche Reise führte ihn zunächst nach Wien, und von dort ging es über Triest, Venedig, Verona, Desenzano (mit Ausnahme von Triest alles Orte, die auch der Erzähler in All’estero aufgesucht hatte) nach Riva am Gardasee. Kafka war dort für „drei Wochen [Gast] in der Wasserheilanstalt des Dr. von Hartungen“. Er erlebte dort eine kurze Romanze mit einem jungen Mädchen aus Genua, und er musste erfahren, dass sein Tischnachbar „sich selber das Leben genommen“, sich erschossen hatte. – Drei Jahre nach seinem Aufenthalt in Riva siedelte Kafka ebendort die Rahmenhandlung einer Fragment gebliebenen Geschichte an: Der Jäger Gracchus. Mit einer kurzen Beschreibung und einer Andeutung zu ihrem möglichen Sinn endet die dritte Erzählung.
Il ritorno in patria. Wieder, wie in der zweiten Erzählung, ergreift der Ich-Erzähler das Wort, wieder trägt auch dieser letzte Teil des Buches einen italienischen Titel: „Il ritorno in patria“ („Die Rückkehr in die Heimat“, oder: „... an den Geburtsort“). Im Anschluss an seine 1987er Italienreise hat der Erzähler eine Weile in Verona und in Bruneck verbracht, als er sich im November entschließt, „auf eine gewisse Zeit nach W. zu fahren“, wo er seit seiner Kindheit nicht mehr gewesen war. Er nimmt dort ein Zimmer in einem Gasthof, in genau jenem Haus, in dem er als Kind mit seinen Eltern gelebt hatte. Zuerst verspürt er gar keine Lust, den Gasthof überhaupt zu verlassen; dann unternimmt er kleine Exkursionen, besucht einen Mann, den er als Kind schon kannte, lässt sich vom Schicksal einzelner Dorfbewohner berichten. Mehr und mehr stellen sich eigene Erinnerungen ein – an die Zeit, als er seinen Großvater auf dessen Wegen begleiten durfte, als er eine schwere Kinderkrankheit durchmachte, als er sich in seine Lehrerin verliebte. Es gab damals im Gasthof einen Mann, den „Jäger Hans Schlag“, von dem niemand genau wusste, „aufgrund welcher Umstände [er] aus dem Schwarzwald in die Gegend von W. gekommen war“. Eines Tages stürzte dieser Jäger zu Tode, „offensichtlich beim Überqueren eines Tobels“ über eine „so gut wie ungangbare Riese“. – Fast einen Monat lang bleibt der Erzähler in W., ehe er sich auf den Weg zurück nach England macht, wo er seit langer Zeit lebt.

## Abbildungen
Schwindel. Gefühle. war W. G. Sebalds erstes Buch, in dem er den schriftlichen Text in unregelmäßigen Abständen mit Abbildungen versehen hat. Es handelt sich ausnahmslos um Schwarzweiß-Abbildungen, viele davon in groben Rasterungen. Sebald setzt die Abbildungen mit unterschiedlichen Funktionen ein. Eine unvollständige Auswahl:
Illustrierung einer Beschreibung (Text: Henri Beyles Beteiligung am Zug der Napoleonischen Armee über den Großen St. Bernhard; Abbildung: Passage du Grand Saint-Bernard von Carle Vernet);
Abbildung ersetzt Wort (Text: „Selbst [Beyles] weit auseinanderliegenden“; Abbildung: Beyles Augen; Text: „deretwegen er zu seinem Leidwesen oft Le Chinois genannt wird,…“);
Abbildung als Beweismittel (Text: Der Wirt einer Pizzeria in Verona habe „Cadavero“ geheißen; Abbildung: Rechnung der „Pizzeria VERONA“ vom 5. November 1980, darauf der Name des Inhabers: „CADAVERO CARLO“).
Nicht in allen Fällen jedoch beweisen die Abbildungen die aufgestellten Behauptungen: Wenn es heißt, „die Mehrzahl der Einwohner des Ortes [Desenzano] [habe] sich zum Empfang des Vicesekretärs der Prager Arbeiterversicherungsanstalt [Franz Kafkas] auf dem Marktplatz versammelt“, dann bleiben Zweifel, auch wenn unter den Satz eine Abbildung gesetzt ist, die auf Zeitpunkt (1913) und Ort (in Norditalien) passen könnte.

## Themen
Thematisch kreisen die Erzählungen um zwei Fragestellungen, die bereits in der ersten, Beyle oder das merckwürdige Faktum der Liebe, formuliert werden:
„An einem dieser Abende hätten sie sich, so schreibt Beyle, über das Glück unterhalten. Mme [Madame] Gherardi habe dabei die Behauptung aufgestellt, daß die Liebe, wie die meisten anderen Segnungen der Zivilisation, eine Chimäre sei, nach der es uns um so mehr verlange, je weiter wir uns entfernten von der Natur.“ – Die Liebe, eine Chimäre? Das Gefühl der Liebe, ein Schwindel?
„Die Notizen, in denen Beyle im Alter von dreiundfünfzig Jahren [...] die Strapazen jener Tage [der Alpenüberquerung im Jahr 1800] aus dem Gedächtnis heraufzuholen versucht, demonstrieren eindringlich verschiedene Schwierigkeiten der Erinnerung.“ – Wie stark ist auf das eigene Gedächtnis, auf vermeintliche Erinnerungsbilder Verlass? Erinnern wir uns z. B. an das reale Geschehen oder an bildliche Darstellungen des Geschehens? Für Beyle jedenfalls sei es „eine schwere Enttäuschung gewesen, als er vor einigen Jahren bei der Durchsicht alter Papiere auf eine Prospetto d’Ivrea [Ansicht von Ivrea] untertitelte Gravure gestoßen sei und sich habe eingestehen müssen, daß sein Erinnerungsbild von der im Abendschein liegenden Stadt nichts anderes vorstellte als eine Kopie ebendieser Gravure.“

## Motive
Zentrales Motiv von Schwindel. Gefühle. ist das Bild des Jägers Gracchus, jener Moment in Kafkas Erzählung, als in den Hafen von Riva „eine Barke schwebte“ und wo es dann heißt: „Zwei andere Männer in dunklen Röcken mit Silberknöpfen trugen hinter dem Bootsmann eine Bahre, auf der unter einem großen, blumengemusterten, gefransten Seidentuch offenbar ein Mensch lag.“ – Dieser eine Satz, dieses Bild, wird in allen vier Erzählungen von Schwindel. Gefühle. mit jeweils geringfügigen Änderungen zitiert, allerdings wird nur in Dr. K.s Badereise nach Riva seine Herkunft preisgegeben. In Beyle oder das merckwürdige Faktum der Liebe taucht das Bild unvermittelt während des Gesprächs zwischen Beyle und Madame Gherardi auf, als wäre es Teil von Stendhals Über die Liebe: „Beyle machte Mme Gherardi auf einen schweren alten Kahn aufmerksam, mit einem im oberen Drittel geknickten Hauptmast und faltigen gelb-braunen Segeln, der anscheinend auch vor kurzer Zeit erst angelegt hatte und von dem zwei Männer in dunklen Röcken mit Silberknöpfen gerade eine Bahre an Land trugen, auf der unter einem großen, blumengemusterten, gefransten Seidentuch offenbar ein Mensch lag.“ In All'estero ist das Bild eingebaut in eine Szenerie rund um die „Pizzeria Verona“, und in „Il ritorno in patria“ ist es eine Kindheitserinnerung des Erzählers mit dem toten Jäger Hans Schlag auf einem „Holzschlitten, auf dem unter einer weinroten Roßdecke offenbar ein Mensch lag“.
Daneben gibt es einige weitere Motive, die in verschiedenen Erzählzusammenhängen auftauchen: Immer wieder werden Figuren von Schwindelgefühlen ergriffen, immer wieder gibt es Beschreibungen von Alpenüberquerungen – angefangen von der Henri Beyles als Soldat der Napoleonischen Armee bis zu der des Ich-Erzählers von Il ritorno in patria, der von Italien kommend erst per Zug, dann per Bus, schließlich zu Fuß in seinen Geburtsort im Allgäu zurückkehrt –, immer wieder ist vom Jahr 1913 die Rede. So ist z. B. der Zeitungsredakteur, den der Erzähler auf seiner 1987er Italienreise trifft und von dem er mehr über die „Organizzazione Ludwig“ erfahren will, gerade in die Lektüre eines Buches von Leonardo Sciascia vertieft: 1912+1, „eine faszinierende Synopsis der Jahre unmittelbar vor dem ersten Weltkrieg“.

## Entstehungsgeschichte
Den Ausgangspunkt für sein erstes großes Prosawerk hat W. G. Sebald, der vorher weitgehend als Literaturwissenschaftler tätig war, in einem Gespräch beschrieben: „Schwindel. Gefühle. entstand [...] aus einem Zufall. In einer Buchhandlung in Lausanne erstand ich Stendhals De l'amour, das in meinem Kopf eine Menge Resonanzen auslöste.“ Schnell kam dann, durch Jahreszahlen, die ihm aus dessen Biographie bekannt waren, der Bezug zu Franz Kafka hinzu, für Sebald „ein merkwürdiges Zusammentreffen: Stendhal wurde 1783 geboren, Kafka 1883; Stendhal hielt sich 1813 in Norditalien auf, Kafka 1913. Daraufhin schrieb ich zwei literarisch-biographische Aufsätze.“
Beide Aufsätze wurden zunächst separat veröffentlicht: Der Aufsatz über Stendhal im März 1988 in der österreichischen Zeitschrift für Literatur „manuskripte“ – sein damaliger Titel: Berge oder das ..., der Aufsatz über Kafka 1989 in der kleinen, in Tübingen erschienenen Literaturzeitschrift „Proposition“.
Vergleichbare literarisch-biographische Aufsätze hatte Sebald neben seiner akademischen Tätigkeit auch früher schon veröffentlicht, aber inzwischen suchte er nach Möglichkeiten autobiografische Elemente in sein Schreiben einzubringen: „Und dann habe ich eben gemerkt, daß ich beim Schreiben dieser beiden Texte immer noch gezwungen bin, meine eigenen Erfahrungen weitgehend, ja fast völlig aus dem Spiel zu lassen.“ … „Während ich noch schrieb, fiel mir plötzlich ein, daß ich 1980 ebenfalls durch Norditalien gereist bin. Davon berichte ich in der langen Erzählung All’estero.“ – Und schließlich, für den letzten Teil des Buch, Il ritorno in patria, sei er ausgegangen von der „Krise, die einen in der Mitte des Lebens überfällt. Ich wollte ihren Ursprung ergründen und habe den letzten Teil dann als eine Suche nach meinem Ich geschrieben.“

## Rezensionen
„Was als vermeintlich disparates Konglomerat von literaturhistorischen Episoden und autobiographischen Reiseerzählungen daherkommt, entpuppt sich als eines der schönsten und zugleich verstörendsten Bücher der letzten Jahre. [... Das] Maskenspiel aus Zitaten, Anspielungen, Vexierbildern, authentischen Anekdoten und scheinbar autobiographischen Bekenntnissen steígert W. G. Sebald zu höchster Virtuosität. Überall suggeriert der Erzähler geheime Zusammenhänge und mysteriöse Korrespondenzen; fast jedes Detail seiner Prosa wird zum vielsagenden Zeichen in einem komplexen literarischen Verweisungssystem.“

„[Sebalds] literarische[s] Raffinement macht seinen Stoff nur intensiver, und aus der Formspielerei entsteht eine Prosa von dichter und einzigartiger Stimmung [...] Eine Prosa, die von ihren Halluzinationen nicht nur redet (das zwar auch), sondern selber halluzinatorisch ist, in der die Zufälle nicht lange reflektiert werden (das zwar auch), sondern in der sie lauern, und die über Melancholie nicht groß spricht (obzwar auch das), sondern sie ausdrückt durch den Blick, den sie uns auf die Dinge tun läßt. Der Blick dieses Erzählers ist der trüb sinnende aus Dürers „Melencolia I“.“

## Ausgaben
- Schwindel. Gefühle. (Erstausgabe, Die Andere Bibliothek, Band 63.) Eichborn Verlag, Frankfurt am Main 1990, ISBN 978-3-8218-4063-5.
- Schwindel. Gefühle. Fischer Taschenbuch Verlag, Frankfurt am Main 1994, ISBN 978-3-596-12054-3.

### Hörspielbearbeitung
- 2021: Il ritorno in patria. Produktion: SRF/ORF. Hörspielbearbeitung und Regie: Ralf Bücheler und Johannes Mayr.[10]